# Бурдейный, Алексей Семёнович
Алексе́й Семёнович Бурде́йный (18 октября 1908, Житомир — 21 апреля 1987, Москва) — советский военачальник, генерал-полковник (9 мая 1961). Герой Советского Союза (19 апреля 1945).
Член ЦК Коммунистической партии Белоруссии.

## Начальная биография
Алексей Семёнович Бурдейный родился 18 октября 1908 года в Житомире в семье рабочего.
После окончания рабфака работал на предприятиях города Житомира.
В 1928 году вступил в ряды ВКП(б).

## Военная служба

### Довоенное время
В июне 1931 года был призван в ряды РККА и направлен на учёбу в Саратовское бронетанковое училище, после окончании которого в марте 1932 года назначен на должность командира взвода в составе механизированной бригады имени К. Б. Калиновского (Московский военный округ), в октябре 1933 года — на должность старшего автотехника аэропорта Монино, однако в сентябре 1935 года вернулся в бригаду имени К. Б. Калиновского, где служил на должностях командира танковой роты и командира учебной роты.
В сентябре 1937 года направлен на учёбу в Военную академию механизации и моторизации, после окончания которой в мае 1940 года назначен на должность начальника 2-й части штаба 53-го танкового полка (81-я мотострелковая дивизия, Киевский военный округ), а в октябре того же года — на должность помощника начальника оперативного отдела штаба 4-го механизированного корпуса.

### Великая Отечественная война
С началом войны находился на прежней должности и принимал участие в боевых действиях в районе Львова в ходе приграничного сражения.
В июле 1941 года назначен на должность старшего помощника начальника оперативного отделения отдела бронетанковой службы 37-й армии, после чего принимал участие в боевых действиях в ходе Киевской оборонительной операции, во время которой попал в окружение, из которого в течение 22 дней отходил с боями через тылы противника.
В августе назначен на должность командира 3-го танкового полка (3-я танковая бригада), который вскоре принимал участие в боевых действиях в ходе Ростовских оборонительной и наступательной операций, а также в освобождении Ростова-на-Дону.
В январе 1942 года Бурдейный назначен на должность начальника штаба 2-й танковой бригады, а в апреле того же года — на должность начальника штаба 24-го танкового корпуса, который формировался в Ворошиловграде. С июня корпус принимал участие в оборонительных боевых действиях под Воронежем и излучине Дона. В октябре корпус был выведен в резерв и 17 декабря был введён в прорыв к Тацинской и 24 декабря корпус вошёл в станицу и затем и уничтожил один из аэродромов. 26 декабря за боевые заслуги 24-й танковый корпус был преобразован во 2-й гвардейский и вскоре удостоен почётного наименования «Тацинский». В июне Бурдейный был назначен на должность командира этого же корпуса, который вскоре принимал участие в Курской битве, а также в Смоленской, Белорусской, Витебско-Оршанской, Минской, Гумбинненской и Инстербургско-Кёнигсбергской наступательных операциях.
Указом Президиума Верховного Совета СССР от 19 апреля 1945 года за умелое командование танковым корпусом в Белорусской операции, образцовое выполнение заданий командования в боях с немецко-фашистскими захватчиками и проявленные при этом героизм и мужество гвардии генерал-лейтенанту танковых войск Алексею Семёновичу Бурдейному присвоено звание Героя Советского Союза с вручением ордена Ленина и медали «Золотая Звезда» (№ 5026).

### Послевоенная карьера
После окончания войны Бурдейный продолжил командовать корпусом, который в конце июля 1945 года был преобразован во 2-ю гвардейскую танковую дивизию (Ленинградский военный округ).
В мае 1946 года назначен на должность начальника штаба 7-й механизированной армии, а в январе 1947 года — на должность начальника штаба 7-й отдельной кадровой танковой дивизии, однако в декабре того же года был направлен на учёбу в Высшую военную академию имени К. Е. Ворошилова, которую окончил в декабре 1949 года с отличием и золотой медалью.
В феврале 1950 года вновь был назначен на должность начальника штаба 7-й механизированной армии, а в сентябре того же года — на должность командующего 8-й механизированной армией. В марте 1954 года Бурдейный был переведён в Белорусский военный округ, где был назначен на должность помощника командующего войсками округа по танковому вооружению, в январе 1958 года — на должность заместителя командующего — начальника Управления боевой подготовки, а в мае 1960 года — на должность 1-го заместителя командующего войсками округа.
3 июля 1961 года у подножия памятника Победы на площади Победы в Минске почётный гражданин города Минска А. С. Бурдейный зажёг вечный огонь.
В августе 1963 года назначен на должность начальника Центрального автотракторного управления Министерства обороны СССР, а в августе 1970 года — на должность представителя главнокомандующего ОВС государств — участников Варшавского Договора в Национальной народной армии ГДР.
Генерал-полковник Алексей Семёнович в январе 1974 года вышел в отставку. Умер 21 апреля 1987 года в Москве. Похоронен на Кунцевском кладбище.

## Награды
- Медаль «Золотая Звезда» (19 апреля 1945);
- Два ордена Ленина;
- Четыре ордена Красного Знамени;
- Два ордена Суворова II степени;
- Орден Кутузова II степени;
- Орден Отечественной войны I степени;
- Два ордена Красной Звезды;
- Медали.

Иностранные награды:
- Командор ордена Британской империи (Великобритания);
- Орден Virtuti Militari III степени (ПНР);
- Орден «За заслуги перед Отечеством» 2 степени (ГДР).

Почётные звания:
- Почётный солдат воинской части и почётный гражданин города-героя Минска.

## Воинские звания
- Генерал-майор танковых войск (31 августа 1943 года);
- Генерал-лейтенант танковых войск (2 ноября 1944 года);
- Генерал-полковник (9 мая 1961 года).

## Память
- В станице Тацинской имя А. С. Бурдейного носит переулок, вначале которого установлена памятная стела Героям-танкистам. Рядом располагается железнодорожная станция Тацинская.
- В честь А. С. Бурдейного в Минске названа улица, на доме 17 которой установлена мемориальная доска.
- Имя Героя присвоено средней школе № 157 в г. Минске[1]. Одна из школьных экспозиций посвящена А. С. Бурдейному.
- В Белорусском государственном музее истории Великой Отечественной войны хранятся материалы, посвящённые А. С. Бурдейному (В фондах музея находятся его воспоминания, фотографии и пистолет «Ческа збройовка», образца 1927 года. Он был взят как трофей Бурдейным А.С. под Воронежем в августе 1942 года, с этим пистолетом генерал прошёл всю войну. В экспозиции музея также размещён портрет Героя)[2].